# Donna Ferrato

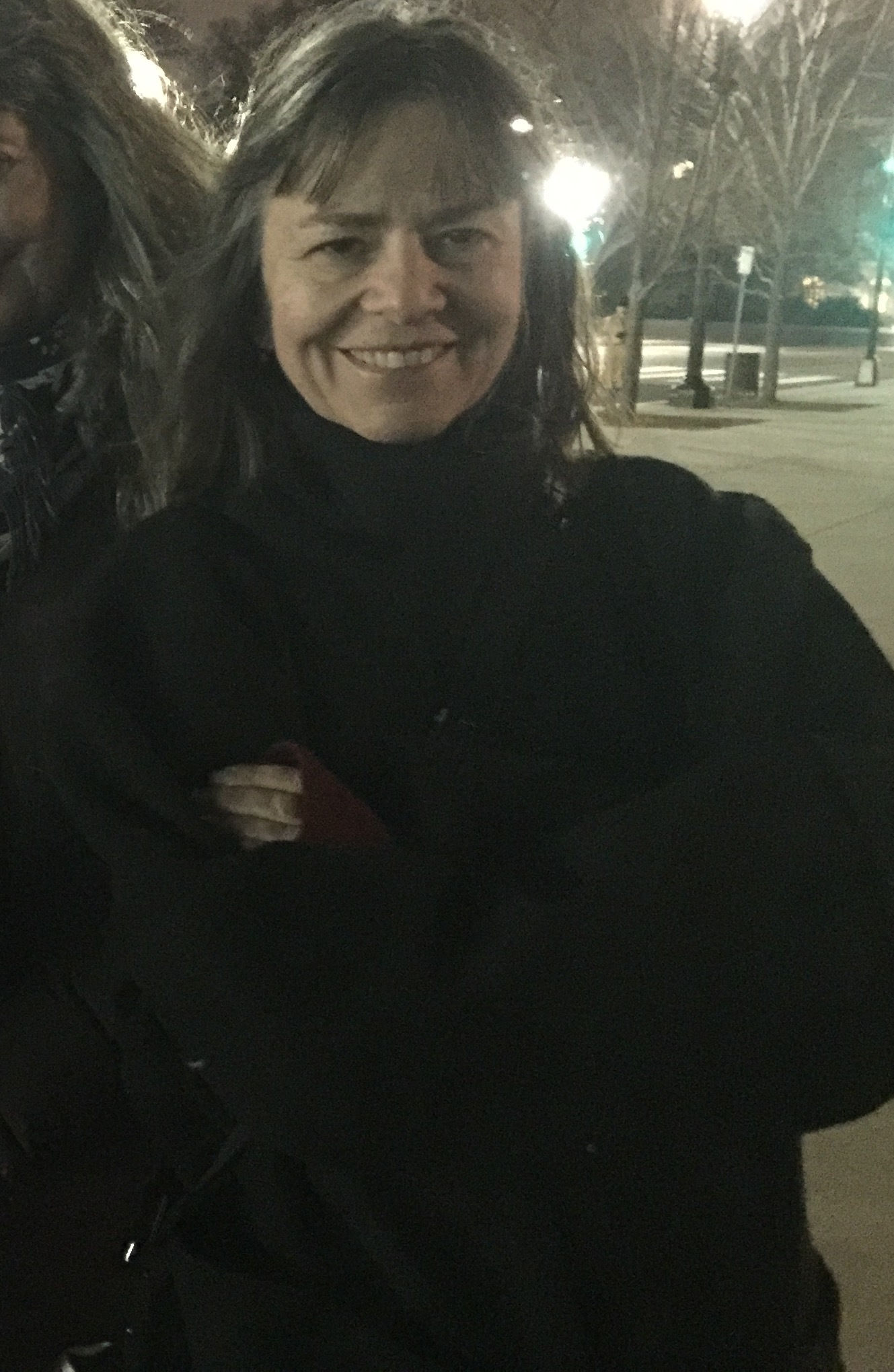
Donna Ferrato (2016)

Donna Ferrato (* 5. Juni 1949 in Waltham, Massachusetts, Vereinigte Staaten) ist eine US-amerikanische Fotografin, Fotojournalistin und Aktivistin. Als Fotojournalistin beschäftigte sie sich jahrelang mit häuslicher Gewalt und ihre Reportagen erschienen in zahlreichen großen Magazinen wie Life. Sie ist auch bekannt für ihre Dokumentation des New Yorker Stadtteils Tribeca.

## Leben und Werk
Ferrato wuchs in Lorain (Ohio) auf und machte ihren Abschluss an der Laurel School in Cleveland. Sie studierte Fotografie und Soziologie am California Institute of the Arts in San Francisco und wurde 1976 freiberufliche Fotojournalistin. Bis 1978 lebte sie in Paris und Belgien und bereiste Ende der 70er Jahre Europa und die USA. 1982 wurde sie vom japanischen Playboy beauftragt, Paare zu fotografieren, die den wohlhabenden amerikanischen Lebensstil der frühen 80er Jahre verkörperten. Nachdem sie miterlebt hatte, wie der Ehemann eines dieser Paare seine Frau brutal schlug, begann sie eine Dokumentation über häusliche Gewalt in den USA. Sie besuchte mehrere Jahre lang Frauenhäuser, Notaufnahmen und Gefängnisse und begleitete die Polizei, um Kontakt zu Menschen aufzunehmen, die Opfer häuslicher Gewalt geworden waren. Ihre Fotos zu diesem Thema wurden unter anderem in Life, The New York Times Magazine, Time, USA Today, U.S. News & World Report und der Los Angeles Times veröffentlicht und in den Fernsehsendungen Dateline und Eye on America ausgestrahlt. Für ihre Reportage erhielt Ferrato zahlreiche Auszeichnungen, darunter das W. Eugene Smith Grant 1985 und einen Kodak Crystal Eagle Award 1990.
1991 veröffentlichte Ferrato das Buch Living with the Enemy, in dem sie häusliche Gewalt und die Auswirkungen auf Familien dokumentierte. Die Veröffentlichung ihres Buches lenkte die Aufmerksamkeit auf ihre Arbeit und ermutigte sie, die gemeinnützige Stiftung Domestic Abuse Awareness Project (DAAP) zu gründen. Ziel der Stiftung ist es, Frauenhäusern im ganzen Land Ausstellungen zu ermöglichen und Spenden zu sammeln. Das DAAP klärte die Öffentlichkeit anhand ihrer Fotografien über die gesellschaftlichen Ursachen von Gewalt gegen Frauen auf. Ferratos Fotografien schärften das öffentliche Bewusstsein für häusliche Gewalt. Sie verwendet ausschließlich Schwarzweißfilme und vermeidet so, das Leid der Opfer durch sensationsheischende Farbeffekte auszunutzen.

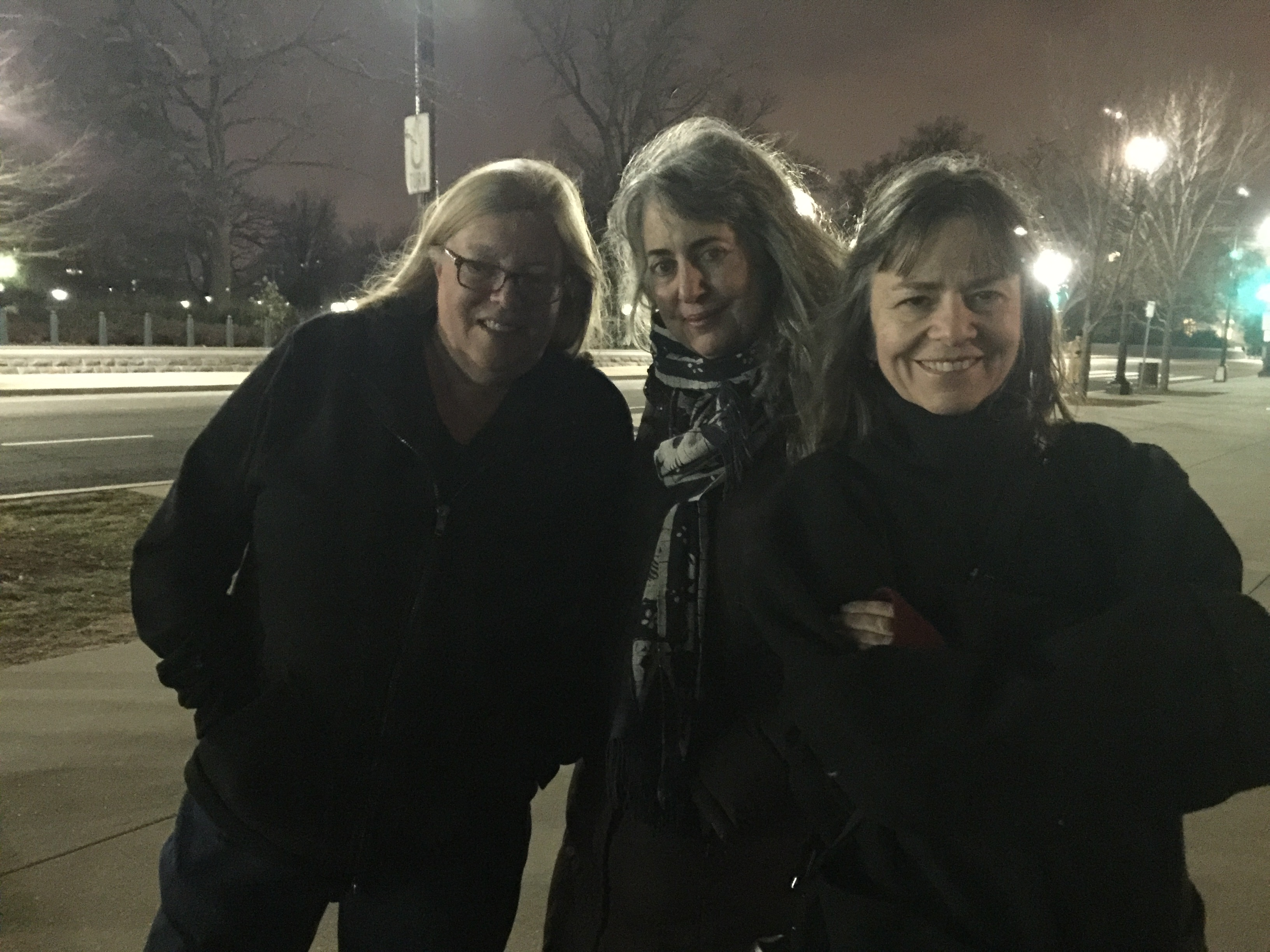
Donna Ferrato (rechts) und Freunde am Obersten Gerichtshof der Vereinigten Staaten am 1. März 2016

Ferrato ist Mitglied des Vorstands des W. Eugene Smith Grant und Präsidentin von Domestic Abuse Awareness, Inc. Ihre Arbeiten wurden in fast 500 Ausstellungen in Museen und Galerien weltweit gezeigt und sind in verschiedenen Dauerausstellungen vertreten, beispielsweise im International Center for Photography in New York City, im Corcoran in Washington, D.C. und in der Henry Buhl's Hands Collection. 2017 zeigte sie eine Wander-Retrospektive mit dem Titel American Woman: 40 Years erstmals beim Cortona on the Move Festival in Italien.
Ferrato ist nach Caryle Murphy (1990) die zweite US-amerikanische Preisträgerin des Courage in Journalism Award. Eine Proklamation der Stadt New York erklärte den 30. Oktober 2008 zum Donna Ferrato Appreciation Day. Im Oktober 2009 ehrten die Richter des Obersten Gerichtshofs des Staates New York Ferrato für ihren Einsatz zur Förderung der Gleichstellung der Geschlechter. Am 13. Oktober 2011 ehrte das Frauenhaus The Retreat in East Hampton sie für ihre fortwährende Inspiration als Aktivistin gegen Frauenmissbrauch. Im November 2016 kürte das TIME Magazine ihr Foto einer Frau, die von ihrem Ehemann geschlagen wird (1982), zu den 100 einflussreichsten Fotos aller Zeiten.

## Auszeichnungen (Auswahl)
- 1985: W.-Eugene-Smith-Preis[16]
- 1987: Robert F. Kennedy Award für humanistische Fotografie
- 1997: Kodak Crystal Eagle für Mut im Journalismus
- 1996: International Women in Media Courage in Journalism Award
- 2003: Missouri Honor Medal für herausragende Verdienste im Journalismus der School of Journalism der University of Missouri-Columbia[17]
- 2008: Künstler des Jahres beim Tribeca Film Festival[18]
- 2020: One of Hundred Heroines, British Art Foundation
- 2021: Lucie Foundation Photobook Award für das beste unabhängige Fotobuch einer einzelnen Autorin

## Veröffentlichungen (Auswahl)
- The Honeymoon Killers. Edizioni Il Laboratorio D'IF, 1986.
- Living With the Enemy. Aperture Foundation, 1991. ISBN 978-0893814809.
- Amore. Federico Motta Editore, 2001.
- Love & Lust. Aperture Foundation, 2004, ISBN 978-1931788335
- Holy. Brooklyn: powerHouse, 2021, ISBN 9781576879108